# Luís Gonzaga de Camargo Fleury
Luís Gonzaga de Camargo Fleury (Pirenópolis, 21 de junho de 1793 — Pirenópolis, 29 de dezembro de 1846) foi um político e sacerdote católico da época. Apesar de ser padre, seguia pouco a Igreja, a exemplo do padre Feijó. Comendador do Império do Brasil, membro da junta governativa goianense de 1822-1824, presidente da província de Goiás, deputado provincial, deputado geral e redator do jornal "A Matutina Meiapontense".

## Biografia
Padre Gonzaga nasceu no arraial goiano de Meia Ponte, hoje Pirenópolis, filho de João Fleury Coelho e Rosa Maria de Lima Camargo, e foi batizado na Matriz no dia 13 de julho de 1793, pelo padre Joaquim Gomes Lima, sendo-lhe padrinhos os avós maternos. Estudou com o professor e poeta Bartolomeu Antônio Cordovil, onde aprendeu o latim e o francês, estudos mais tarde completados com o professor José Joaquim Pereira da Veiga. Devido à vocação para a vida sacerdotal, mudou-se para São Paulo, onde cursou filosofia e teologia, e recebeu as ordens de presbítero do hábito de São Pedro em 25 de julho de 1817. Retornou à sua terra depois da ordenação e, com a cabeça repleta dos ideais liberais que varriam a Europa, ingressa na política local.
Sempre foi ligado à vida política, motivo pelo qual sua vida religiosa ficou em segundo plano  e ele manteve o cargo de vigário da Paróquia de Pirenópolis.

## Fatos históricos
Como a Província de Goiás se encontrava à época varrida por revoltas internas, a corte de Portugal determinou que ali se criasse a Junta Governativa de Goiás, um governo provisório, da qual o padre Gonzaga tomou posse em 8 de janeiro de 1822.
Com o advento da Independência do Brasil, aumentaram-se as revoltas nas regiões mais afastadas de Goiás, devido ao abandono a que fora relegada. O norte da Província se tornou, àquela época, um lugar de muita discórdia e desordem, chegando-se, inclusive, a determinar a separação de Goiás e a elevar o arraial de Natividade à categoria de vila capital da Província de Tocantins.
A intenção do imperador do Brasil era a de enviar soldados para  esmagar aquele conflito, que desafiava os primeiros tempos do seu governo. Porém a junta provisória de Goiás criou um pequeno exército para escoltar o padre Gonzaga até a região do conflito e assim procurar dissolver as revoltas sem derramamento de sangue. Chegou a Cavalcante em 20 de janeiro de 1823, onde prendeu o coronel local e o enviou à capital Vila Boa, hoje Cidade de Goiás. Dali prosseguiu para Natividade, a capital dos revoltosos, onde adentrou com as bênçãos do povo humilde da região e, pregando o Evangelho, narrando a realidade nacional, contando da inviabilidade do projeto de emancipação do norte, conseguiu convencer os insurretos a abandonar seus propósitos.
Retornou para casa e vou congratulado pelo êxito de sua missão, sem derramar uma gora de sangue ou perder qualquer vida. No entanto, em agosto daquele mesmo ano, novos conflitos na fronteira com o Maranhão requereram sua presença, e ele novamente conseguiu impor a paz através da calma e persuasão, o que lhe garantiu uma entrada triunfal em Vila Boa, na data de 28 de maio de 1824.
Na data de 14 de setembro de 1824 foi dissolvido o governo provisório e Caetano Lopes Gama assumiu a administração da Província, elegendo o padre Gonzaga para membro do Conselho Administrativo Provincial.
Em 1830 foi fundado pelo comendador Joaquim Alves de Oliveira o jornal Matutina Meiapontense e o padre Gonzaga assumiu sua redação, tendo ali trabalhado até 1834.
A proclamação da Independência do Brasil não pôs fim às rivalidades entre brasileiros e portugueses, pois muitos lusitanos continuaram a morar na ex-colônia, o que culminou na célebre noite das garrafadas, ocorrida em 13 de março de 1831, depois na queda de D. Pedro I do Brasil, e por fim se espalhou por todo o país em sangrentos conflitos. A insegurança social era tamanha que diversos comerciantes portugueses abandonaram o Rio de Janeiro, o que começou a causar uma crise econômica. O jovem país corria perigo.
Para acabar com esse preconceito entre povos irmãos, o Partido Moderado e o Partido Conservador se uniram para selar a paz, o que se deu em 28 de abril de 1831, através da fundação da Sociedade Defensora da Liberdade e Independência Nacional. Em Goiás,  o padre Gonzaga e seu amigo, o comendador Joaquim Alves de Oliveira, fundaram em Meia Ponte, em 9 de janeiro de 1832, essa mesma sociedade, o que contribuiu para acalmar os ânimos que também se exaltavam na Província.
Na composição da primeira câmara municipal de Meia Ponte, padre Gonzaga foi eleito vereador na data de 18 de novembro de 1832 e tornou-se seu secretário. Em 17 de janeiro de 1834, tomou posse no cargo de juiz municipal.
Entre as datas de 20 de março de 1837 e 4 de setembro de 1839, foi nomeado pelo padre Diogo Antônio Feijó, seu grande amigo, para o cargo de Presidente da Província de Goiás. Nesse mesmo ano, após entregar o Executivo Estadual, assumiu o cargo de deputado na Assembleia Geral.
Faleceu em Pirenópolis em 29 de dezembro de 1846, sendo  sepultado debaixo do altar de São Francisco na igreja Matriz de sua terra natal.

## Filiação
Padre Gonzaga deixou numerosa descendência, que se espalhou por todo o Estado de Goiás, São Paulo, Tocantins e muitos outros.
- Com a sobrinha-neta do padre Diogo Antônio Feijó, Maria Palhares Fernandes, teve Maria Teolinda Fleury, que assistiu à coroação de D. Pedro II, em 18 de julho de 1841, na companhia do pai.
- Com Luíza Leandra Leal, teve Luíza Catarina Leal (Cidade de Goiás, 25 de novembro de 1833 — 7 de março de 1925).
- Com sua conterrânea Genoveva Maria da Soledade (Inhá Genu), (Pirenópolis, 27 de novembro de 1807 - 15 de janeiro de 1882), teve:
  - Rosa Epifânia Gonzaga de Sá
  - João Gonzaga Jaime de Sá
  - Luiz Gonzaga Confúcio de Sá
  - Antônio Gonzaga Sêneca de Sá Fleury
  - José Gonzaga Sócrates de Sá
  - Francisco Gonzaga Cícero de Sá
  - Rosa Maria de Lima